# 福克斯伍德 (加利福尼亞州)
福克斯伍德（英語：Foxwood）是位於美國加利福尼亞州普盧默斯縣的一個非建制地區。該地的面積和人口皆未知。

## 地理
福克斯伍德的座標為40°17′27″N 121°07′47″W / 40.29083°N 121.12972°W，而該地的平均海拔高度為1460米（即4790英尺）。